# 銀河年
銀河年（ぎんがねん、英語: Galactic year）は、銀河回転（銀河の中心に対する銀河円盤の回転運動）において、太陽が銀河中心の周りを回るのにかかる時間と定義される時間の単位のひとつである。約2億2500万年から2億5000万年と推定されている。太陽は50億年の存続期間の中で20回以上は周回している。